# Phthiria pulicarius
Phthiria pulicarius är en tvåvingeart som först beskrevs av Mikan 1796.  Phthiria pulicarius ingår i släktet Phthiria och familjen svävflugor. Inga underarter finns listade i Catalogue of Life.